# Notoreas arcuata
Notoreas arcuata là một loài bướm đêm trong họ Geometridae.